# 子日 (初代神風型駆逐艦)
|          |                                                                                  |
| 艦歴     |                                                                                  |
| 計画     | 明治37年度臨時軍事費                                                             |
| 起工     | 1905年6月25日                                                                    |
| 進水     | 1905年8月30日                                                                    |
| 就役     | 1905年10月1日                                                                    |
| その後   | 1912年8月28日三等駆逐艦 1924年12月1日掃海艇編入 1928年7月6日廃駆逐艦第13号と仮称 |
| 除籍     | 1928年4月1日                                                                     |
| 廃船     | 1929年1月31日                                                                    |
| 性能諸元 |                                                                                  |
| 排水量   | 常備：381t 満載：450t                                                            |
| 全長     | 69.2メートル                                                                     |
| 全幅     | 6.6メートル                                                                      |
| 吃水     | 1.8メートル                                                                      |
| 機関     | レシプロエンジン2基2軸、6,000hp                                                  |
| 最大速力 | 29ノット                                                                         |
| 航続距離 | 11ノット/850カイリ                                                               |
| 乗員     | 70人                                                                             |
| 兵装     | 80mm（40口径）単装砲 2門 80mm（28口径）単装砲 4門 450mm魚雷発射管 2門            |

子日（ねのひ）は、大日本帝国海軍の駆逐艦で、神風型駆逐艦 (初代)の20番艦である。同名艦に初春型駆逐艦の「子日」があるため、こちらは「子日 (初代)」や「子日I」などと表記される。

## 艦歴
1905年（明治38年）2月15日、命名（製造番号第20号）。同年6月25日、呉海軍工廠で起工。同年8月30日、進水。同日附で駆逐艦に類別。同年10月1日、竣工。
第一次世界大戦では、青島の戦いに参加。シベリア出兵時には沿海州の沿岸警備を行った。
1924年（大正13年）12月1日、掃海艇に編入。1928年（昭和3年）4月1日、除籍。同年7月6日、廃駆逐艦第13号と仮称。1929年（昭和4年）1月31日、廃船。

## 艦長
※『日本海軍史』第9巻・第10巻の「将官履歴」及び『官報』に基づく。
駆逐艦長
- 鈴木氏正 少佐：1905年12月12日 - 1906年9月13日
- 田中吉太郎 大尉：1906年9月13日 - 1907年2月9日
- 有田秀通 大尉：1907年2月9日 - 9月3日
- 副島慶一 大尉：1907年9月3日 - 1908年7月11日
- （兼）武富咸一 大尉：1908年7月11日 - 9月25日
- 佐川英夫 大尉：1908年9月25日 - 1911年5月23日
- 大島衛義 大尉：1911年5月23日 - 1911年12月1日
- 伊東真三郎 少佐：1911年12月1日 - 1914年5月27日
- 黒田勇吉 少佐：1914年5月27日 - 1915年5月26日[7]
- 増田重義 大尉：1915年5月26日[7] - 1915年12月13日
- 森繁二 大尉：1915年12月13日 - 1916年12月1日
- 染河啓三 大尉：1916年12月1日 - 1918年6月1日[8]
- 吉田健介 大尉：1918年6月1日[8] - 1919年12月1日[9]
- 島村綱雄 大尉：1919年12月1日[9] - 1920年12月1日[10]
- 大井吉郎 大尉：1920年12月1日[10] - 1921年9月6日[11]
- 山本正夫 大尉：1921年9月6日[11] - 1923年11月10日[12]
- 井原美岐雄 大尉：1923年11月10日[12] -

掃海艇長
- 河西虎三 大尉：1924年12月1日[13] - 1926年12月1日[14]